# Uttarkanya
Uttarkanya – gaun wikas samiti w zachodniej części Nepalu w strefie Gandaki w dystrykcie Lamjung. Według nepalskiego spisu powszechnego z 2001 roku liczył on 271 gospodarstw domowych i 1414 mieszkańców (761 kobiet i 653 mężczyzn).